# Bayinnaung
Bayinnaung (tiếng Miến Điện: ဘုရင့်နောင်, phát âm [bəjɪ̰ɴ nàuɴ]; tiếng Trung: 莽應龍; bính âm: mǎng yīng lóng; 13 tháng 11 năm 1516 – 10 tháng 10 năm 1581) là vị vua đời thứ ba của nhà Taungoo ở Myanmar. Suốt 30 năm trị vì, mà một sử gia từng đánh giá là "sự bùng nổ nhiệt huyết lớn nhất từng thấy ở Myanmar", Bayinnaung đã thành lập nên đế quốc lớn nhất Đông Nam Á, bao gồm Myanmar ngày nay, Manipur nay thuộc Ấn Độ, Mong Mao (những nhà nước cổ của người Shan ở Vân Nam), Lan Na (bắc Thái Lan ngày nay), Ayutthaya (miền trung và nam Thái Lan ngày nay) và Lan Xang (đông bắc Thái Lan và Lào ngày nay).
Dù người ta thường hay nhớ đến ông vì có công vĩ đại xây dựng đế quốc, song di sản lớn nhất của Bayinnaung là đã thu phục được các nhà nước Shan vào vương quốc do người Miến lãnh đạo, nhờ đó loại bỏ nguy cơ người Shan xâm phạm Thượng Miến, một nguy cơ xuất hiện và thường trực từ cuối thế kỷ 13. Sau khi chinh phạt các nhà nước Shan vào năm 1557, vị vua này đã thiết kế một hệ thống hành chính làm suy yếu sức mạnh thế tập của các saopha (tù trưởng) người Shan, và điều chỉnh các tập quán của người Shan phù hợp với những chuẩn mực của người Miến. Chính sách đối với người Shan của ông được các vị vua người Miến sau này tiếp tục cho đến tận khi vương quốc này bị thực dân Anh thôn tính vào năm 1885.
Tuy nhiên, ông đã không thể áp dụng chính sách hành chính nói trên vào bất kỳ đâu khác trong đế quốc của mình. Đế quốc của ông là một tập hợp lỏng lẻo các vương quốc có chủ quyền mà vua của những xứ đó thần phục chính bản thân ông như một vị vua của các vị vua, chứ không thần phục vương quốc Taungoo. Chỉ sau khi ông qua đời chỉ 3 năm, người Ayutthaya đã vùng dậy. Đến năm 1599, tất cả các vị vua mà ông đã khuất phục đều đã phản lại, và đế quốc của Bayinnaung đã sụp đổ hoàn toàn.
Ở Thái Lan, ông nổi tiếng nhờ một bài hát và một cuốn sách thu hút rộng rãi độc giả có tên "Phu Chana Sip Thit" nghĩa là "Người chinh phạt thập phương".

## Tuổi trẻ

### Tổ tiên
Vị vua tương lại được sinh ra với cái tên Ye Htut (ရဲထွတ်, IPA: [jɛ́ tʰʊʔ]) vào ngày 16 tháng 1 năm 1516. Ông là con của Mingyi Swe và Shin Myo Myat. Không có nhiều điều được biết đến về tổ tiên của ông. Không có bất cứ tài liệu đương thời nào đề cập đến tổ tiên của ông, kế cả cuốn biên niên sử đồ sộ Hanthawaddy Hsinbyushin Ayedawbon viết về triều đại của ông được viết hai năm trước khi ông mất. Chỉ đến năm 1724, tức là 143 năm sau khi nhà vua băng hà, cuốn biên niên sử chính thức Maha Yazawin của triều Toungoo mới lần đầu tiên đề cập đến gia phả của ông. Theo cuốn Maha Yazawin, ông được sinh ra trong một gia đình quý tộc ở Toungoo (Taungoo), lúc bấy giờ vốn là chư hầu của triều Ava. Ông là hậu duệ của Phó vương xứ Taungoo Tarabya (cai trị từ 1440-1446) và Minkhaung I (cai trị 1446-1451) theo bên nội và là hậu duệ của vua Thihathu xứ Pinya (cai trị 1310-1325) cùng hoàng hậu Mi Saw U theo bên ngoại. Ngoài ra, Ye Htut còn là họ hàng xa của Mingyi Nyo, nhà cai trị xứ Toungoo lúc bấy giờ, và con trai ông ta Tabinshwehti thông qua tổ tiên chung là Tarabya xứ Pakhan. Các tại liệu đời sau đều gần như ghi chép y hệt cuốn Maha Yazawin. Nói chung, mọi cuốn biên niên sử đều chỉ ra sự liên kết giữa ông và tất cả các triều đại đã từng tồn tại ở vùng Thượng Miến Điện như triều Ava, Sagaing, Myinsaing-Pinya và Pagan.
Khác hẳn so với phiên bản chính thức về dòng dõi hoàng tộc, truyền thuyết dân gian truyền miệng lại đề cập đến một gia phả không có gì để có thể gọi là vĩ đại. Theo phiên bản này, cha mẹ ông là dân thường đến từ vùng Ngathayauk thuộc Pagan hoặc làng Htihlaing thuộc Toungoo và cha ông làm nghề trèo cây thốt nốt - một trong những nghề nghiệp mạt hạng trong xã hội Miến Điện thời bấy giờ. Những câu chuyện kể về nguồn gốc thường dân của ông trở nên phổ biến và nổi tiếng trong những năm đầu thế kỷ 20 thời thuộc Anh khi mà những tri thức yêu nước như nhà văn Po Kya muốn chứng minh rằng ngay cả con trai của kẻ trèo cây thốt nốt cũng có trở thành vị hoàng đế vĩ đại nhất của Miến Điện. Tuy nhiên, việc một người làm nghề thấp kém cũng không ngăn cản việc người đó mang trong mình dòng máu quý tộc.

### Thời thơ ấu và sự giáo dục
Dù cho nguồn gốc và địa vị xã hội có ra sao đi nữa, thì cả cha và mẹ ông đều được chọn để trở thành thành phần trong một nhóm bảy người phục vụ cho vị hoàng tử mới chào đời Tabinshwehti vào tháng 4 năm 1516. Mẹ của Ye Htut được chọn làm nhũ mẫu của vị tân thái tử. Cả gia đình chuyển vào sống trong cung cấm trong cung điện Toungoo và cặp đôi có thêm 3 người con trai tại đây. Ye Htut có một chị gái tên là Khin Hpone Soe và 3 đứa em trai là Minye Sithu, Thado Dhamma Yaza II và một người bị chết non. Ngoài ra, ông còn có hai người em cùng cha khác mẹ, là Minkhaung II và Thado Minsaw. Cả hai đều là con của dì ruột và bố ông.
Ye Htut lớn lên với thái tử cùng và những người con khác của nhà vua bao gồm công chúa Thakin Gyi, người sau này trở thành hoàng hậu của ông. Ông được đào tạo trong cung điện cùng với thái tử và những đứa trẻ khác. Vua Mingyi Nyo yêu cầu con trai mình phải được đào tạo theo kỹ thuật quân đội. Do đó Tabinshwehti cùng với Ye Htut cùng những đứa trẻ khác được dạy võ, cưỡi ngựa, cưỡi voi cũng như binh pháp. Qua đó, Ye Htut trở thành cánh tay phải của thái tử.

## Cánh tay của Tabinshwehti

### Vươn tới quyền lực
Ngày 24 tháng 11 năm 1530, Đức vua Mingyi Nyo băng hà và Thái tử Tabinshwehti lên ngôi kế vị vương quyền. Vị tân vương 14 tuổi chọn người chị của Ye Htut là Khin Hpone Soe làm một trong hai hoàng hậu chính của mình. Ye Htut vốn trước đây đã là một người bạn tâm tình của tân vương,nay lại trở thành một nhân vật có quyền thế một cách nhanh chóng trong một vương quốc bị bao vây bởi nhiều quốc gia thù địch. Ở phía bắc, Liên minh người Shan vừa chinh phục vương quốc Ava chỉ mới được hơn 3 năm rưỡi. Ở phía tây là liên minh của họ - vương quốc Prome. Nằm ở phía nam là vương quốc Hanthawaddy - vương quốc hùng mạnh và phồn vinh nhất trong tất cả các quốc gia hậu Pagan. Sự đe dọa ngày càng đến gần khi liên minh người Shan đánh bại đồng minh cũ của họ là vương quốc Prome trong những năm 1532-1533. Tabinshwehti và ban lãnh đạo nhà Tougoo nhận ra rằng họ cần phải hành động một cách nhanh chóng nếu không muộn bị Liên Minh người Shan nuốt chửng.
Đây là khoảng thời gian mà Ye Htut đặt được những dấu ấn của mình và được ghi nhận bởi những "chiến công và tính cách bền bỉ". Ye Htut đã đi cạnh bên nhà vua vào năm 1532 khi vua cùng 500 kỵ sĩ tài năng nhất thực hiện một cuộc viếng thăm không mời trước đến chùa Shwemawdaw ở vùng ngoại ô thành Pegu - kinh đô của Hanthawaddy (có lẽ là dành cho nghi lễ bấm lỗ tai cho nhà vua). Sự xâm nhập táo bạo này bị vị vua hèn kém của Hanthawaddy là Takayutpi bỏ qua. Ye Htut thì trở thành người bạn và cố vấn thân cận nhất của vị vua trẻ tuổi.
Tuy nhiên, vào năm 1534, mối quan hệ thân thiết đã bị thử thách trong khoảng thời gian mà cả nước đang chuẩn bị cho cuộc chiến với Hanthawaddy. Ye Htut dính vào một mối tình lãng mãn với em gái cùng cha khác mẹ của nhà vua, công chúa Thakin Gyi, và bị lộ ra vào khoảng tháng 4 năm 1534. Mối tình giữa một người thường với công chúa bị xếp vào tội mưu phản theo luật lệ Miến Điến. Thay vì dấy binh tạo phản, Ye Htut giơ tay tự nạp mình cho vua. Tabinshwehti bàn luận lâu với các quan đại thần và cuối cùng đưa ra kết luận gả em gái mình cho Ye Htut và ban cho ông danh hiệu hoàng gia "Kyawhtin Nawrahta". Với quyết định này, Tabinshwehti giành được lòng trung thành của người em rể "có một không hai trong lịch sử Miến Điện".

## Giành lại đất nước (1550-1555)
Sau khi Tabinshwehti bị người Môn ám sát ngay tại kinh đô Pegu vào năm 1550, Bayinnaung đã lãnh đạo cuộc chiến tranh giành lại vương quốc của Tabinshwehti, giành lại Taungoo và Prome vào năm 1551, Pegu, Martaban, và Bassein vào năm 1552, và cuối cùng là Ava vào năm 1555.

## Các nhà nước Shan và Chiang Mai (1557-1558)
Sau khi giành lại Thượng Miến và Hạ Miến, Bayinnaung đã dẫn quân tiến lên phía bắc chinh phạt khu vực của người Shan và chiếm được Mong Mit, Hsipaw, Yawnghwe, Mong Yang, và Mogaung vào năm 1557.
Năm tiếp theo, ông đánh chiếm Mong Nai và Lan Na (Zin Mè 1558). Năm 1563, ông chinh phạt Mong Mao, một nhà nước khác của người Shan mà nay nằm trong lãnh thổ Trung Quốc hiện tại.
Năm 1576, ông đưa quân trở lại Mogaung để tăng cường sự kiểm soát của mình ở đây.

## Ayutthaya (1564-1569)
Năm 1563, Bayinnaung tiến hành một chiến dịch quân sự lớn nhằm vào Ayutthaya, chiếm được kinh đô của nước này, buộc vua Ayutthaya phải đầu hàng vào năm 1569 mặc dù người Thái không ngừng kháng cự ở khắp nơi. Trong thực tế, Ayutthaya đã bị khuất phục thành một chư hầu của Myanmar, và hàng ngàn người Thái đã bị bắt đem về Myanmar, gồm cả hai hoàng tử Naresuan và Ekathotsarot.

## Lan Xang (những năm 1570)
Cũng trong thời kỳ những năm 1570 Bayinnaung đã chinh phạt vương quốc Lan Xang (Lin Zin) ở Lào ngày nay. Vua Lan Xang, Setthathirath, và thần dân của ông đã bỏ kinh đô Viêng Chăn vào rừng sâu kháng chiến.
Bayinnaung đã truy đuổi vào trong rừng sâu, nhưng chiến tranh trong địa hình như vậy rất khó khăn. Rất khó tìm ra và giáp chiến với đối phương. Không thực sự kiểm soát nổi Lan Xang, Bayinnaung rút về Myanmar.
Nhưng không bỏ cuộc, năm 1574, Bayinnaung lại tái chinh phạt Lan Xang. Ông đã thử lùa dân địa phương quay về kinh đô và xây dựng lại vương quốc này và cho người của ông cai trị.

## Qua đời (1581)
Ngay trước khi qua đời năm 1581 Bayinnaung vẫn còn chuẩn bị mở một cuộc tấn công nữa vào Arakan ở ven biển phía tây. Kế vị Bayinnaung là con trai ông, Nanda Bayin. Trong thời kỳ con ông trị vì, đế quốc mà Bayinnaung xây dựng đã tan rã, và Ayutthaya đã ly khai ngay sau khi Bayinnaung qua đời.

## Di sản

Bayinnaung (mặc giáp phục) trong một cảnh phim "Puchana Sib Tid"

- Là người đã chinh phạt Ayutthaya và Lan Na, những nhà nước tiền thân của Thái Lan, ông được người Thái biết đến khá nhiều và được kính trọng. Họ gọi ông là Burenong. Chote Praepan (bút danh "Jacob"), một nhà báo có ảnh hưởng ở Thái Lan và cũng là một nhà văn đã phát triển câu chuyện về ông theo hướng thành một bản anh hùng ca giả tưởng, "ผู้ชนะสิบทิศ" hay "Puchana Sib Tid", nghĩa là "người chinh phạt mười phương". Trong truyện, ông là người đã đem vị hoàng tử nhỏ tuổi người Thái về Myanmar và dạy dỗ.
- Tiểu thuyết nói trên đã được dùng để làm phim truyền hình và phim truyện. Một bài hát cùng tên đã được viết cho các bộ phim và do Charintra Nanthanakorn thể hiện, đến nay vẫn là một trong những bài hát phổ biến nhất ở Thái Lan.
- Khác xa những vị Vua trước và sau này của Miến Điện, vua Bayinnaung đã tránh được việc bị bôi bác, xét lại do sự minh quân của ông trong suốt thời kỳ cai trị của mình. Về sau, Bayinnaung vẫn là nhân vật được đánh giá cao trong sử sách của tất cả các quốc gia Phật giáo Nam Tông.